# Between the Fence & the Universe
Between the Fence & the Universe é o primeiro EP e segundo trabalho musical do cantor Kevin Max, lançado inicialmente em 2004 de forma independente e em 2005 pela gravadora Northern Records.
O EP é uma compilação de músicas que Max gravou inicialmente para seu segundo álbum pela gravadora ForeFront Records, seguindo pelo aclamado álbum Stereotype Be. Contudo, Max e a ForeFront Records romperam antes que o segundo disco pudesse ser lançado, porém, após mudar-se para Los Angeles, Kevin Max liberou algumas músicas do EP para gerar publicidade.

## Faixas 1ª Edição
1. "Seek" – 3:38
2. "21st-Century Darlings" – 2:32
3. "Irish Hymn" – 3:43
4. "Stranded 72.5" – 3:43
5. "Golden" – 5:57
6. "To the Dearly Departed" – 3:59

## Faixas 2ª Edição
1. "Seek" – 3:38
2. "21st-Century Darlings" – 2:32
3. "Irish Hymn" – 3:43
4. "Stranded 72.5" – 3:43
5. "Golden" – 5:57
6. "Hallelujah" (Leonard Cohen)  – 4:53
7. "To the Dearly Departed" – 3:59

## Músicos
- Kevin Max – vocals, keyboard
- Erick Cole – guitar, programming
- Jason Garner – programming
- Cary Barlowe – guitar
- "Tone the Bone" Lucido – bass
- Jonathan Smith – drums
- Jesse Supalla – piano
- Andy Prickett – guitar
- Douglas Grean – bass, keyboard